# Manhattan (Illinois)
Manhattan is een plaats (village) in de Amerikaanse staat Illinois, en valt bestuurlijk gezien onder Will County.

## Demografie
Bij de volkstelling in 2000 werd het aantal inwoners vastgesteld op 3330. In 2006 is het aantal inwoners door het United States Census Bureau geschat op 6118, een stijging van 2788 (83,7%).

## Geografie
Volgens het United States Census Bureau beslaat de plaats een oppervlakte van 8,7 km², geheel bestaande uit land. Manhattan ligt op ongeveer 215 m boven zeeniveau.

## Plaatsen in de nabije omgeving
De onderstaande figuur toont nabijgelegen plaatsen in een straal van 12 km rond Manhattan.